# Un día perfecto
Un día perfecto és un curtmetratge de ciencia-ficció espanyol dirigit el 1998 per Jacobo Rispa.

## Argument
Sanbilbao, 37 de juliembre de 2056. En un moment en què a Europa hi ha 400 milions d'aturats, Gabriel guanya l'Euroloto: obté un treball. Truca Susanna, la seva xicota que recentment ha intentat trencar amb ell i li diu que té una sorpresa per a ella. Tanmateix les coses no van bé, se li bloqueja el compte corrent i l'ordinador no el deixa sortir del pis. Un humanoïde de sisena generació, Filipe, intenta ajudar-lo.

## Repartiment
- Ramon Langa - Gabriel
- Nathalie Seseña- Susana
- Israel Gutiérrez - Filipe

## Premis i nominacions
Va obtenir el Goya al millor curtmetratge de ficció als XIII Premis Goya.